# SIAI-Marchetti S.210
Die SIAI-Marchetti S.210 war ein leichtes, zweimotoriges Reise- und Geschäftsflugzeug des italienischen Flugzeugbauers SIAI-Marchetti aus den 1970er-Jahren.

## Geschichte und Konstruktion
Es war für einen Piloten und bis zu fünf Passagiere ausgelegt und mit zwei Lycoming-Vierzylinder-Boxermotoren vom Typ TIO-360-A1B mit jeweils 200 PS Startleistung ausgestattet.
Die Höchstgeschwindigkeit betrug 375 km/h, die normale Reisegeschwindigkeit 345 km/h auf einer Flughöhe von 5.700 Metern. Die maximale Reichweite lag bei 1.900 Kilometern, die Dienstgipfelhöhe betrug 8.500 Meter. Das Leergewicht betrug 1.080 kg, das maximale Startgewicht 1.850 kg.
Der Erstflug des Prototyps fand am 18. Februar 1970 statt. 1971 folgte der Vorserienbau von zehn Maschinen.
Die S.210 basiert in vielen Teilen und der Grundkonstruktion der Zelle auf den einmotorigen Maschinen der gleichen Firma wie der SIAI-Marchetti S.205 und der SIAI-Marchetti S.208. Es wurden rund 35 Maschinen dieses Typs S.210 hergestellt.

## Technische Daten
| Kenngröße             | Daten                                                    |
| --------------------- | -------------------------------------------------------- |
| Besatzung             | 1                                                        |
| Passagiere            | 5                                                        |
| Länge                 |                                                          |
| Spannweite            |                                                          |
| Höhe                  |                                                          |
| Flügelfläche          |                                                          |
| Leermasse             | 1.080 kg                                                 |
| max. Startmasse       | 1.850 kg                                                 |
| Reisegeschwindigkeit  | 345 km/h                                                 |
| Höchstgeschwindigkeit | 375 km/h                                                 |
| Dienstgipfelhöhe      | 8.500 m                                                  |
| Reichweite            | 1.900 km                                                 |
| Triebwerke            | 2 × Lycoming TIO-360-A1B mit jeweils 200 PS (ca. 150 kW) |